# Флаг Малоярославца
Флаг муниципального образования городское поселение «Город Малояросла́вец» Малоярославецкого муниципального района Калужской области Российской Федерации — опознавательно-правовой знак, служащий официальным символом муниципального образования.
Флаг утверждён 9 ноября 1999 года как флаг муниципального образования «город Малоярославец» (после муниципальной реформы 2006 года — муниципальное образование городское поселение «Город Малоярославец») и внесён в Государственный геральдический регистр Российской Федерации с присвоением регистрационного номера 005720.

## Описание
«Флаг муниципального образования „город Малоярославец“ представляет собой белое полотнище с соотношение длины к ширине 3:2, несущее в центре изображение городского герба с красной зубчатой опушкой в 1/9 флага».

## Обоснование символики
Флаг языком аллегорий и геральдических символов отражает историческое название города, его историю.
За основу флага муниципального образования «город Малоярославец» взят исторический герб города Малоярославца, утверждённый 10 (21) марта 1777 года, описание которого гласит: «Древний град Ярославль, имеющий в гербе своём медведя, подает причину и сему такой же герб предписать, с отличием однако, что в сем медведь есть на серебряном поле, и щит окружен багряною зубцоватою опушкою».
Восстающий чёрный медведь, держащий секиру — основа флага города Ярославля. Составителями герба для Малоярославца это было учтено, но с добавлением зубчатой каймы, геральдически говорящей о «малости» города Ярославля, то есть Малоярославца.
Белый цвет (серебро) — символ чистоты, мудрости, благородства, мира, взаимосотрудничества.
Чёрный цвет — символизирует благоразумие, мудрость, скромность, честность и вечность бытия.
Красный цвет — символ мужества, самоотверженности, геройства, справедливой борьбы и жизни.
Жёлтый цвет (золото) — символ прочности, величия, интеллекта, великодушия.